# Krystyna Kozłowska
Krystyna Barbara Kozłowska (ur. 10 sierpnia 1956 w Brzegu Dolnym) – polska urzędniczka państwowa, w latach 2009–2017 rzecznik praw pacjenta.

## Życiorys
Ukończyła studia na Wydziale Rehabilitacji Akademii Wychowania Fizycznego w Warszawie. Odbyła również podyplomowe studia menedżerskie typu MBA na Akademii Leona Koźmińskiego oraz prawa medycznego, bioetyki i socjologii medycyny na Uniwersytecie Warszawskim. Pracowała w placówkach medycznych m.in. jako rehabilitantka ruchowa. Później przeszła do administracji państwowej, m.in. od stycznia 2002 pełniła funkcję dyrektora Biura Praw Pacjenta w Ministerstwie Zdrowia). Weszła w skład rady naukowej przy Polskim Towarzystwie Bioetycznym.
2 października 2009 została powołana na stanowisko rzecznika praw pacjenta, pierwszego po utworzeniu tej instytucji na mocy ustawy o prawach pacjenta i Rzeczniku Praw Pacjenta (jej kontrkandydatem do stanowiska był Adam Sandauer). Była krytykowana przez część środowisk lekarskich m.in. za nakładanie wysokich kar pieniężnych na świadczeniodawców w ramach prowadzonych postępowań. 12 grudnia 2016 odwołana z urzędu przez prezes Rady Ministrów Beatę Szydło (z powierzeniem pełnienia obowiązków do czasu powołania następcy). 30 października 2017 nowym rzecznikiem został Bartłomiej Chmielowiec. W wyborach samorządowych w 2018 bez powodzenia kandydowała na radną Warszawy z listy koalicji SLD Lewica Razem.